# Aer Lingus

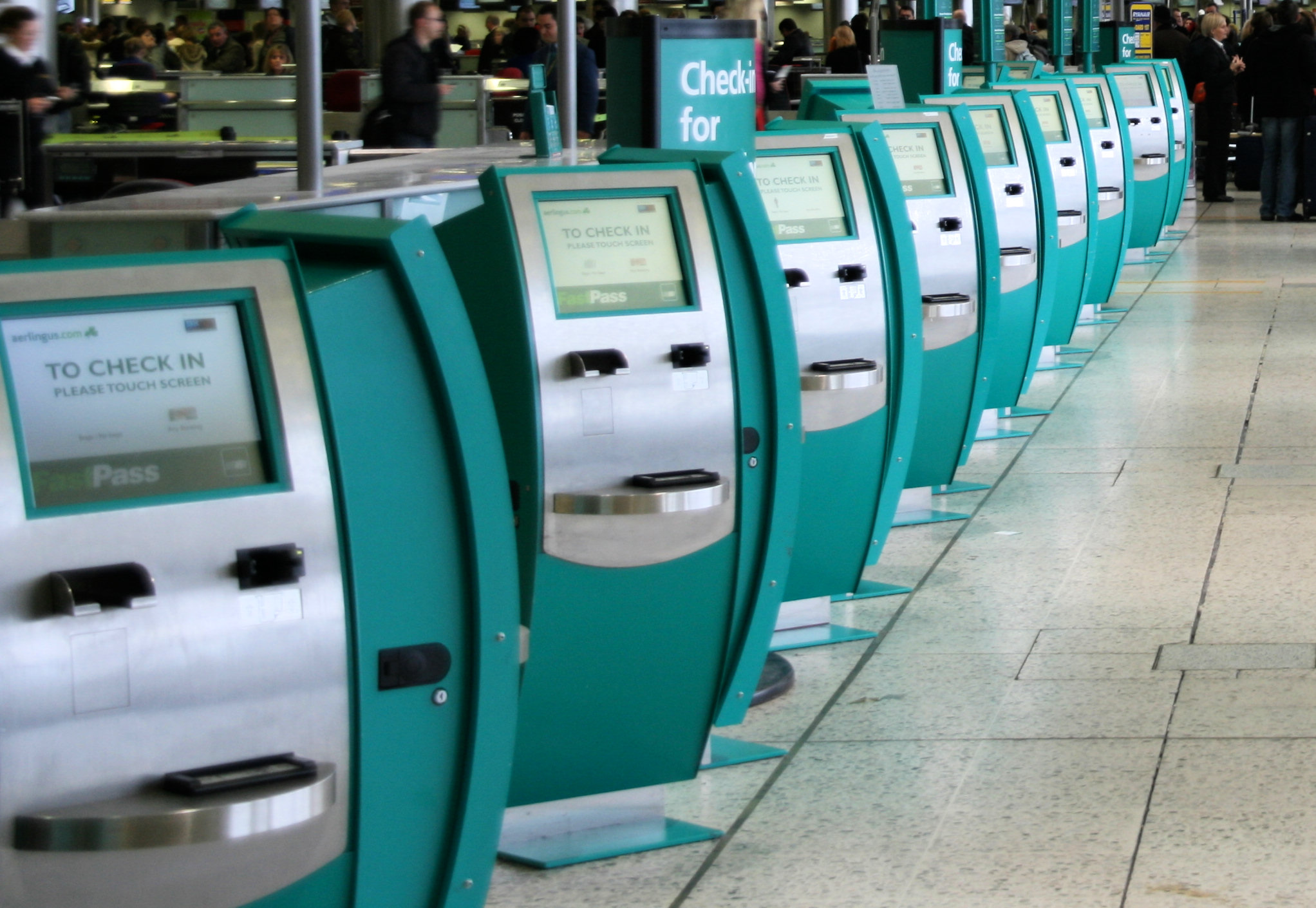
Samo odbavovací (self check-in) přístroje Aer Lingus na letišti v Dublinu

Aer Lingus je národní irská letecká společnost sídlící na mezinárodním letišti v Dublinu. Aer Lingus za rok 2012 přepravil 10,8 milionů pasažérů. Společnost využívá pouze letouny Airbus, zaměstnává na 4000 lidí (2014), za rok 2012 vydělala 1,3 milionů Eur.
Aer Lingus je akciová společnost, 25,4 % jejich akcií vlastní irský stát, proto jsou tyto aerolinky považovány za státní. Dalšími akcionáři jsou aerolinky Ryanair, které vlastní podíl 29,4% akcií a letecká společnost British Airways s podílem 45,2 % (2014).
Mezi lety 2000 až 2007 byla společnost členem aliance Oneworld.

## Historie

### První roky
Společnost zahájila svou činnost 15. dubna 1936 s rozpočtem £100 000. Prvním předsedou byl Seán Ó hUadhaigh. První roky kvůli právním předpisům o veřejných investicích byla společnost spojena s Blackpool Air Services a West Coast Air Services. Vzniklá společnost se jmenovala Irish Sea Airways. 22. dubna 1936 se však vše vyřešilo a Aer Lingus mohl začít pracovat.
Prvním letounem ve flotile Aer Lingus se stal De Havilland 84 Dragon pro 6 pasažérů.
V roce 1941 byl letoun  De Havilland 84 Dragon za neznámých okolností sestřelen.
Roku 1942 byl zakoupen letoun  De Havilland 86 Express pro 14 pasažérů.

## Destinace
V roce 2016 létala tato společnost do 89 evropských a severoamerických destinací.

### Praha
Aer Lingus létá na pražské Letiště Václava Havla pravidelně již od počátku 21. století. Linka Praha – Dublin byla zahájena 27. října 2002. První let vykonal Boeing 737-548 registrace EI-CDB s kapacitou 117 míst, který v Praze přistál s 110 cestujícími na palubě na letišti v 18:15 místního času. Linka začala s frekvencí 3 letů týdně, v roce 2016 Prahu obsluhuje taktéž. Na linku je v současnosti nasazen 174místný Airbus A320-200, občasně bývá na tuto linku nasazován Airbus A321.

## Flotila

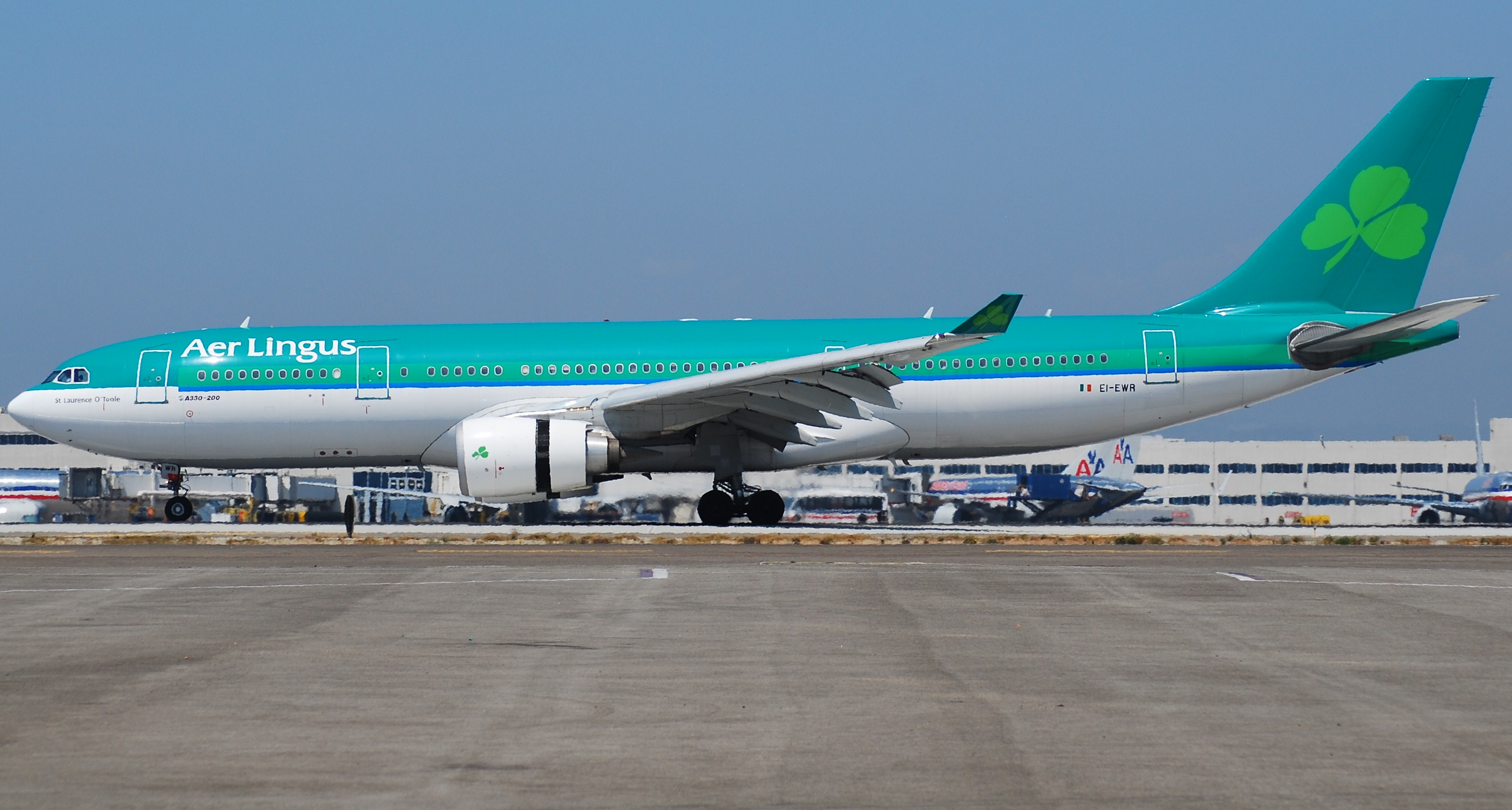
Airbus A330-200 Aer Lingus

### Současná
Ve flotile Aer Lingus bylo v listopadu 2016 47 letounů, přičemž dalších 11 bylo objednáno. Průměrné flotily stáří bylo 11,4 let, v lednu 2014 to bylo 8,3 let, což svědčí o tom, že flotila stárne.

### Historická

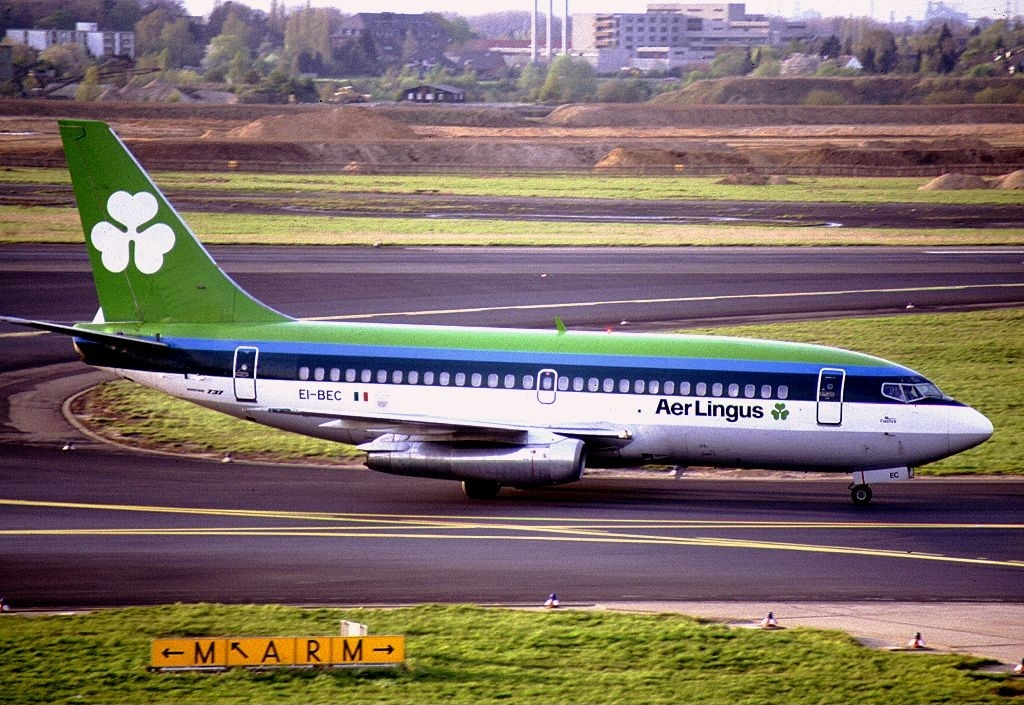
Boeing 737-200 v barvách Aer Lingus v roce 1991

Aer Lingus v minulosti provozovaly následující typy letadel:
- Boeing 707–320 (1964–1986)
- Boeing 720 (1960–1971)
- Boeing 747-100 (1971–1995)
- Boeing 767-300ER (1991–1994)

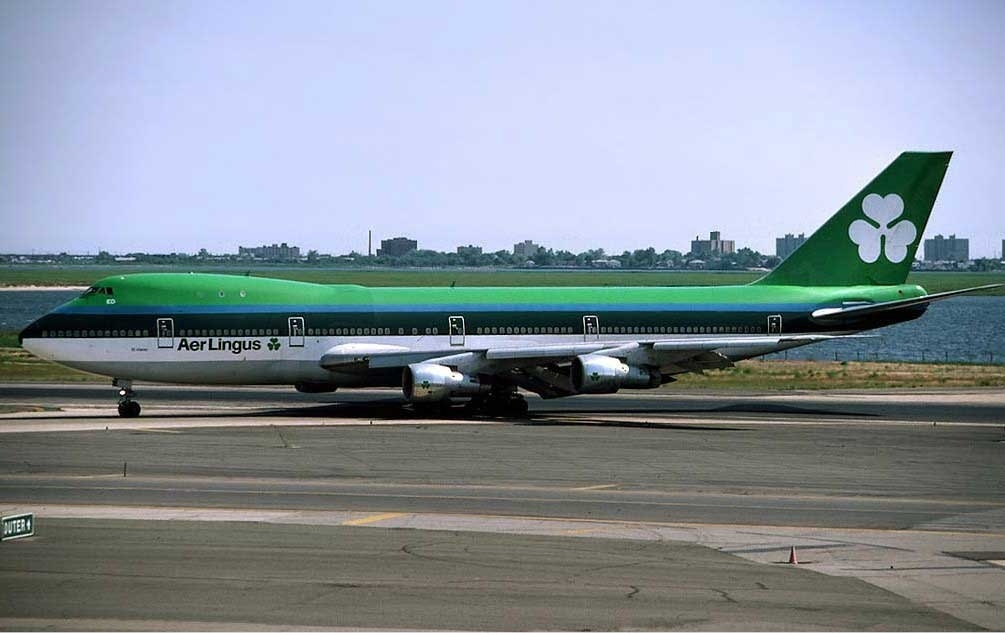
Boeing 747-100 na dublinském letišti v roce 1993

- Lockheed L-749 Constellation (1948)
- Lockheed L-1049 Super Constellation (1958–1960)

- Airspeed Consul (1948–1950)
- Aviation Traders Carvair (1963–1968)
- BAC One-Eleven (1965–1990)
- BAe 146–300 (1995–2006)
- Boeing 737-200 (1969–1992)
- Boeing 737-300 (1987–1993)
- Boeing 737-400 (1989–2005)
- Boeing 737-500 (1990–2005)
- de Havilland DH.84 Dragon (1936–1938)
- de Havilland DH.86 Express (1942–1946)
- de Havilland DH.89 Dragon Rapide (1942–1940)
- Douglas DC-3 (1940–1964)
- Fokker F27 (1958–1966)
- Fokker 50 (1989–2001)
- Lockheed Super Electra (1939–1940)
- Saab 340 (1991–1995)
- Short 330 (1983)
- Short 360 (1984–1991)
- Vickers Viking (1947)
- Vickers Viscount 700 (1954–1960)
- Vickers Viscount 800 (1957–1973)

## Letecké nehody

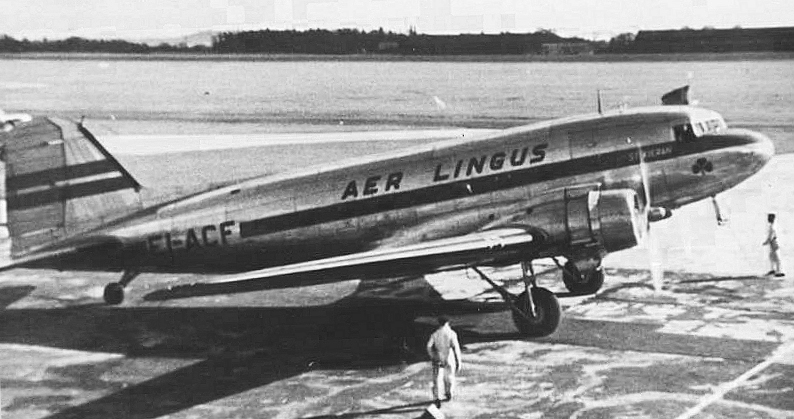
Letoun Douglas DC-3

- 10. ledna 1952 letoun Douglas DC-3 registrovaný jako EI-AFL letěl na lince z Northoltu do Dublinu. Byla sněhová bouře a letoun zasáhly extrémní turbulence. Letoun se zřítil poblíž Lwyn Gwyantu ve Walesu. Na palubě zahynulo 20 cestujících a 3 členové posádky.
- 22. června 1967 Vickers Viscount 800 registrovaný jako EI-AOF spadl, když pilot při cvičení zvedl letoun příliš nahoru. Letoun neměl dostatečnou rychlost, aby se udržel ve vzduchu a poté havaroval. Zemřeli 3 členové posádky.
- 21. září 1967 Vickers Viscount 800 registrovaný jako EI-AKK letící z Dublinu do Bristolu zavadil křídlem o runway a havaroval. Všichni cestující se zachránili. Letadlo bylo poté odepsáno.
- 24. března 1968 se Viscount registrace EI-AOM „St. Phelim“ na cestě z Corku do Londýna zřítil u jihovýchodního pobřeží Irska nedaleko Tuskar Rock. Všech 57 cestujících a 4 členové posádky zahynulo. Kus výškového kormidla byl nalezen dost daleko od zbývajících trosek, což vedlo k domněnce, že se odpadl už dříve. Vyšetřovatelé v závěrečné zprávě neurčili jednoznačně příčinu nehody, ale nevyloučili účast jiného letadla či létajícího objektu na nehodě. Kvůli přetrvávajícím fámám, že zřícení letadla nějak souvisí s nedalekou britskou vojenskou základnou, bylo v roce 1998 vyšetřování znovu otevřeno. Přezkoumání ukázalo, že došlo k mnohým chybám při údržbě letadla i k chybám v evidenci a dovodilo, že původní zpráva dostatečně neprozkoumala jinou možnost, než účast jiného letadla na nehodě.[5] Následné vyšetřování[6] určilo jako příčinu nehody zlomení vodorovné ocasní plochy a vyloučilo možnou účast jiného letadla.